# Lilian Popescu
Lilian Popescu, né le 15 novembre 1973 à Făleștii Noi en Moldavie, est un footballeur moldave, devenu entraîneur à l'issue de sa carrière, qui évoluait au poste de milieu de terrain devenu entraîneur.
Il compte six sélection en équipe nationale entre 1998 et 2000.

## Biographie

### Carrière de joueur
Il dispute 330 matchs en première division moldave, pour 61 buts marqués, ainsi que 5 matchs en première division kazakhe.
Il joue également 7 matchs en Coupe de l'UEFA.

### Carrière internationale
Lilian Popescu compte six sélections avec l'équipe de Moldavie entre 1998 et 2000. 
Il est convoqué pour la première fois par le sélectionneur national Alexandru Maţiura pour un match amical contre l'Azerbaïdjan le 22 mars 1998 (défaite 1-0). Il reçoit sa dernière sélection le 4 juin 2000 contre la Russie (défaite 1-0).

## Palmarès

### Joueur
- Avec le Sheriff Tiraspol :
  - Vainqueur de la Coupe de Moldavie en 1999

- Avec le Nistru Otaci :
  - Vainqueur de la Coupe de Moldavie en 2005

### Entraîneur
- Avec le Sheriff Tiraspol :
  - Vainqueur de la Supercoupe de Moldavie en 2015